# Entente sportive de Bingerville
Maillots
L'Entente sportive de Bingerville est un club ivoirien de football  basé à Bingerville. En 2008, il évolue en Ligue 2 ivoirienne.

## Historique
- 1995 : fondation du club sous le nom d'Association sportive des transporteurs de Bingerville (AST Bingerville)
- 1998 : le club est renommé Entente sportive de Bingerville (ES Bingerville)

## Joueurs
- Bogui Florent Oscar